# قومية هندوسية

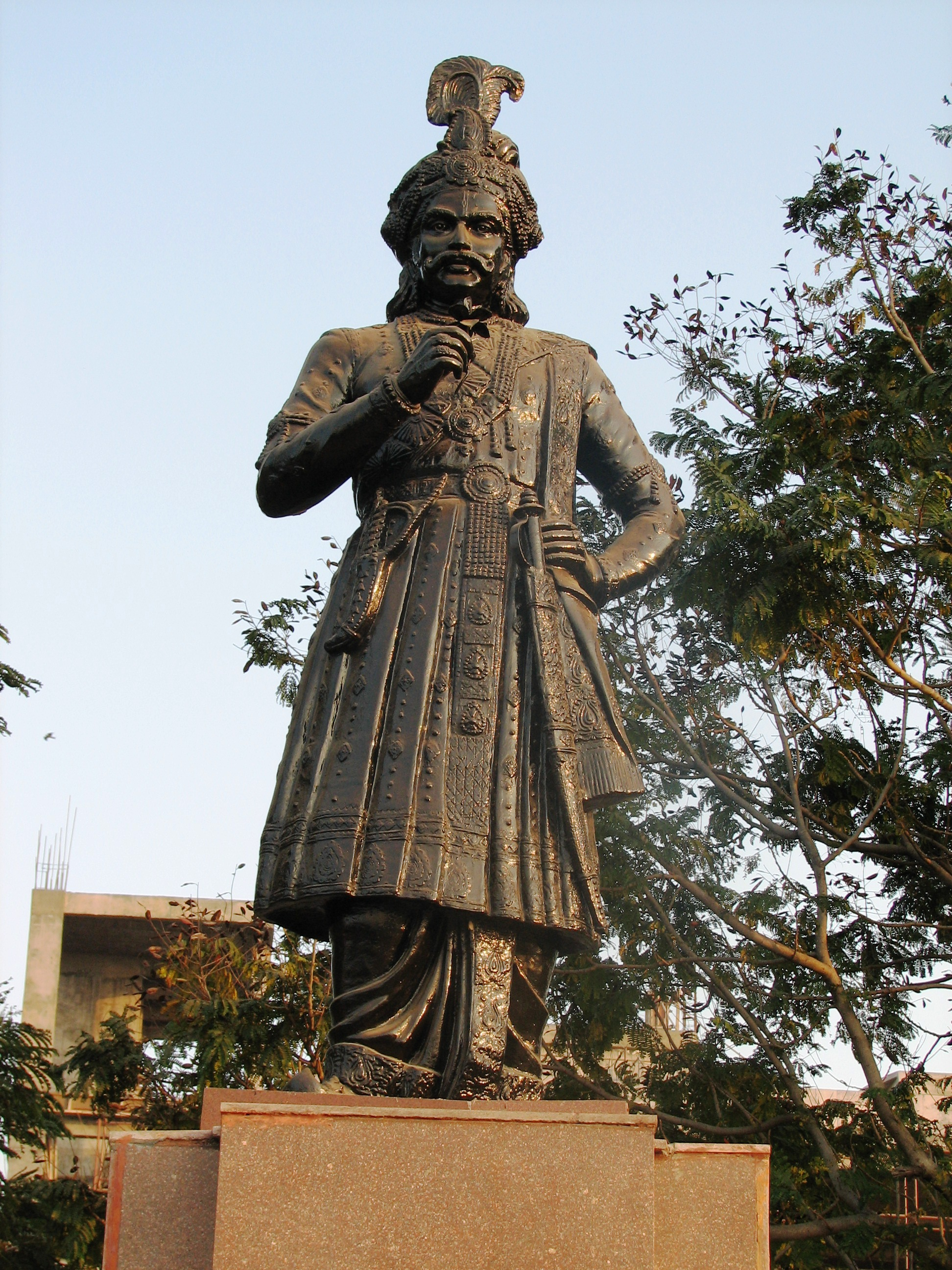

يُشار إلى القومية الهندوسية بشكل جماعي بأنها تعبير عن الفكر الاجتماعي والسياسي، القائم على التقاليد الروحية والثقافية المحلية لشبه القارة الهندية. حاول المدافعون عن النزعة القومية الهندوسية تجنب تسمية «القومية» من خلال القول إن استخدام مصطلح «القومية الهندوسية» للإشارة إلى هند رادافادا هو ترجمة مبسطة ووصفاً بشكل أفضل من قبل مصطلح «نظام الحكم الهندوسي».
أصبحت تيارات الفكر المحليَّة ذات أهمية كبيرة في التاريخ الهندي عندما ساعدت في تشكيل هوية مميزة فيما يتعلق بالنظام الهندي، وقدمت الأساس للتشكيك بالإستعمار. ولقد ألهمت حركات الاستقلال ضد الراج البريطاني على أساس الكفاح المسلح، والسياسة القسرية، والاحتجاجات غير العنيفة. كما أثرت على حركات الإصلاح الاجتماعي والتفكير الاقتصادي في الهند.
الهندوتفا، هو مصطلح شائع من قبل الهندوسي الوطني فيناياك دامودار سافاركار في عام 1923، وهو الشكل السائد من القومية الهندوسية في الهند. وتتولى هندوتيفا دعمها من قبل منظمة متطوعة قومية هندوسية متطوعة هي راشتريا سواياميسفاك سانغ (آر إس إس)، والتي يُنظر إليها على نطاق واسع على أنها المنظمة الأم لحزب بهاراتيا جاناتا، إلى جانب المنظمات التابعة لها، ولا سيما فيشفا هندو باريشاد.

## التطور والتسمية الإيديولوجية
في النصف الأول من القرن العشرين، استمرت فصائل الكونغرس الوطني الهندي في التعرف على السياسة الهندوسية وأفكار الأمة الهندوسية. استخدمت كلمة هندوسية، عبر التاريخ، باعتبارها وصفًا شاملًا يفتقر إلى تعريف، واستخدم للإشارة إلى التقاليد المحلية وشعب الهند. لم تُستخدم كلمة هندوسية على نطاق واسع إلا في أواخر القرن الثامن عشر مع دلالة دينية، بينما لا تزال تُستخدم كمصطلح مجازي يصف تقاليد السكان الأصليين. كانت الأيديولوجيات القومية الهندوسية واللغات السياسية متنوعة للغاية لغويًا واجتماعيًا. نظرًا لأن الهندوسية لا تمثل مجموعة دينية محددة، فإن مصطلحات مثل القومية الهندوسية، الهندوسية، تعتبر إشكالية في حالة الخطاب الديني والقومي. نظرًا لأن الهندوس يمكن تحديدهم كمجتمع متجانس، فقد تمكن بعض قادة الكونجرس الفرديين من إحداث رمزية ذات معنى هندوسي داخل الموقف العام للقومية العلمانية.
إن تنوع المجموعات الثقافية الهندية والمواقف المعتدلة للقومية الهندوسية جعلتها تُعتبر أحيانًا قومية ثقافية أكثر من كونها دينية.

## العصور الوسطى وبدايات العصور الحديثة

### إمبراطورية فيجايانجار
كتب المؤرخ بايج ناث بوري أن إمبراطورية فيجايانجار (1336 - 1646) كانت نتيجة للحركة القومية الهندوسية ضد التدخل الإسلامي والسيطرة على الجنوب. كانت الإمبراطورية تدار أيضًا على أساس علم اللاهوت الهندوسي، وكانت الفيدا المصادر الرئيسية للقانون السائد.

### إمبراطورية ماراثا
لوحظ أن المهراج شاتراباتي شيفاجي مع مهامه قد أسس أساسًا ثابتًا للقومية الهندوسية مع تأسيس إمبراطورية ماراثا. كان شيفاجي أيضًا مصدر إلهام للنشطاء القوميين الهندوس مثل بال غاندغهار تيلاك. كتب فيناياك دامودار سافاركار أن شيفاجي كان يسيطر على عقول الهندوس في جميع أنحاء الهند بهزيمة قوات أورنجزيب.

## القومية الهندوسية في عصر غورخالي

### السياسات الهندوسية في عصر ملكية غورخالي
أعلن مهراجادراجا بريثفي نارايان شاه أن مملكة نيبال الموحدة حديثًا باسم أسال هندوستان (أرض الهندوس الحقيقية) بسبب حكم شمال الهند من قبل حكام المغول الإسلاميين. تم الإعلان الذاتي لفرض القانون الاجتماعي الهندوسي خلال فترة حكمه والإشارة إلى بلاده على أنها صالحة للسكن للهندوس. كما أشار إلى بقية شمال الهند باسم موغلان (بلد المغول) ودعا المنطقة التي تسلل إليها الأجانب المسلمون. بعد غزو غورخالي لوادي كاتماندو، طرد الملك بريثفي نارايان شاه المبشرين المسيحيين الكبوشيين من باتان وأعاد تسمية نيبال باسم أسالي هندوستان (أرض الهندوس الحقيقية). تمتع ناريان بمكانة مميزة في العاصمة النيبالية وإمكانية وصول أكبر إلى السلطات في أعقاب هذه الأحداث. بعد ذلك، أصبحت الهندوسية السياسة الرئيسية لمملكة نيبال. تتكهن البروفيسور هاركا غورونغ بأن وجود حكم المغول الإسلامي والحكم المسيحي البريطاني في الهند أجبر على تأسيس أرثوذكسية براهمين في نيبال لغرض بناء ملاذ للهندوس في مملكة نيبال.

#### مُثُل حكومة باهراداري
اشتُقت سياسات حكومات بهراداري القديمة لمملكة غورخا من النصوص الهندوسية القديمة. كان الملك يعتبر تجسيدًا للورد فيشنو وكان هو السلطة الرئيسية على الوظائف التشريعية والقضائية والتنفيذية. حُددت وظائف القضاء بناءً على مبادئ قواعد السلوك الهندوسية. كان للملك كامل الحقوق في طرد أي شخص أساء إلى البلاد وكذلك العفو عن المذنبين ومنح العودة إلى البلاد. لم تكن الحكومة من الناحية العملية ملكية مطلقة بسبب هيمنة العشائر السياسية النيبالية مثل عائلة باندي وعائلة ثابا، ما جعل ملك الشاه حاكمًا دمية. توفر هذه القوالب الهندوسية الأساسية الدليل على أن نيبال كانت تدار كدولة هندوسية.

#### القانون المدني الهندوسي واللوائح القانونية
القانون المدني النيبالي، مولوكي عين، أمر بتكليف من جونغ بهادور رانا بعد جولته الأوروبية وسُنَّ في عام 1854. وهو متجذر في القانون الهندوسي التقليدي والممارسات الاجتماعية المقننة لعدة قرون في نيبال. يتألف القانون أيضًا من تجنب الخطيئة وإزالتها وكارا (القانون العرفي للطوائف والمجتمعات المختلفة). كانت محاولة لإدراج جميع السكان الهندوس وغير الهندوس في نيبال في ذلك الوقت في قانون مدني هرمي واحد من منظور حكام خاس. يأخذ ترتيب الجاتي النيبالي بدلالة فارنا الهندوسية تاجاداري ليكون الأعلى في التسلسل الهرمي. وُضعت علامة على المجموعة العرقية اللغوية من الناس من أصل تامانغ وشيربا وثارو تحت عنوان ماتوالي (يشربون الخمور)، في حين أن أولئك الذين ينتمون إلى أصول خاس ونيواري وتيراي أطلق عليهم اسم تاجاداري (مرتدو الخيط المقدس). لا يمكن استعباد الطوائف التغادارية بعد أي عقوبة جنائية ما لم يُطردوا من الطائفة. الفئات الطبقية الواسعة الرئيسية في نيبال هي حاملي الخيوط المقدسة، شاربي الخمور والداليت (أو المنبوذين).

## العصر الحديث والنهضة الهندوسية في القن التاسع عشر
نشأت العديد من حركات الإصلاح الهندوسية في القرن التاسع عشر. أدت هذه الحركات إلى تفسيرات جديدة للكتب المقدسة القديمة للأوبنشاد وفيدانتا وشددت أيضًا على الإصلاح الاجتماعي. كانت السمة المميزة لهذه الحركات هي أنها واجهت فكرة تفوق الثقافة الغربية خلال الحقبة الاستعمارية. أدى ذلك إلى تصاعد الأفكار الوطنية التي شكلت الأساس الثقافي والأيديولوجي لحركة الاستقلال في الهند المستعمرة.

### براهمي ساماج
بدأ ساماج بواسطة عالم بنغالي، رام موهان روي في عام 1828. سعى روي لإنشاء رؤية من نصوص أوبانيشاديك القديمة، رؤية عقلانية للهند الحديثة. اجتماعيًا، انتقد الخرافات المستمرة، وآمن بالديانة التوحيدية الفيدية. كان تركيزه الرئيسي على الإصلاح الاجتماعي. حارب ضد التمييز الطبقي ودافع عن حقوق متساوية للمرأة. على الرغم من أن البراهميون وجدوا استجابة إيجابية من الحكومة البريطانية والهنود الغربيين، إلا أنهم كانوا معزولين إلى حد كبير عن المجتمع الهندوسي الأكبر بسبب آرائهم الفيدانتيكية والموحدين الفكريين. لكن جهودهم لتنظيم الروحانية الهندوسية على أساس التفسير المنطقي والعقلاني للنصوص الهندية القديمة ستواصلها حركات أخرى في البنغال وعبر الهند.

### آريا ساماج
تعتبر آريا ساماج إحدى حركات النهضة الهندوسية الشاملة في أواخر القرن التاسع عشر. رفض سوامي داياناندا، مؤسس آريا ساماج، عبادة الأوثان، والقيود الطبقية والنبذ، وزواج الأطفال، ودعا إلى المساواة في الوضع والفرص للنساء. لقد عارض البراهمانية (التي كان يعتقد أنها أدت إلى فساد معرفة الفيدا) بقدر ما عارض المسيحية والإسلام. على الرغم من أن آريا ساماج كانت تُعتبر في كثير من الأحيان حركة اجتماعية، إلا أن العديد من الثوار والقادة السياسيين لحركة الاستقلال الهندية مثل رامبراساد بيسميل، وبهاغات سينغ، وشيامجي كريشنافارما، وبهاي باراماناند، ولالا لاجبات راي كانوا مستوحين من هذه الحركة.

### سوامي فيفيكاناندا
مصلح هندوسي آخر من القرن التاسع عشر كان سوامي فيفيكاناندا. تلقى فيفيكاناندا كطالب تعليمه في الفكر الغربي المعاصر. انضم إلى براهمو ساماج لفترة وجيزة قبل أن يلتقي راماكريشنا، الذي كان كاهنًا في معبد الإلهة كالي في كلكتا والذي كان سيصبح معلمه. تحت تأثير الاستشراق، المعمودية والعالمية، أعاد فيفيكاناندا تفسير فيدانتا، مقدمًا إياه على أنه جوهر الروحانية الهندوسية، وتطور تدين الإنسان. بدأ هذا المشروع مع رام موهان روي من براهمو ساماج، الذي تعاون مع الكنيسة الموحدة، ونشر التوحيد الصارم. أنتجت إعادة التفسير هذه نيو فيدانتا، إذ دُمجت أدفايتا فيدانتا مع تخصصات مثل اليوغا ومفهوم الخدمة الاجتماعية لتحقيق الكمال من التقاليد التقشفية في ما أسماه فيفيكاناندا (فيدانتا العملية). أما الجانب العملي فقد اشتمل بشكل أساسي على المشاركة في الإصلاح الاجتماعي.